# Ford Expedition

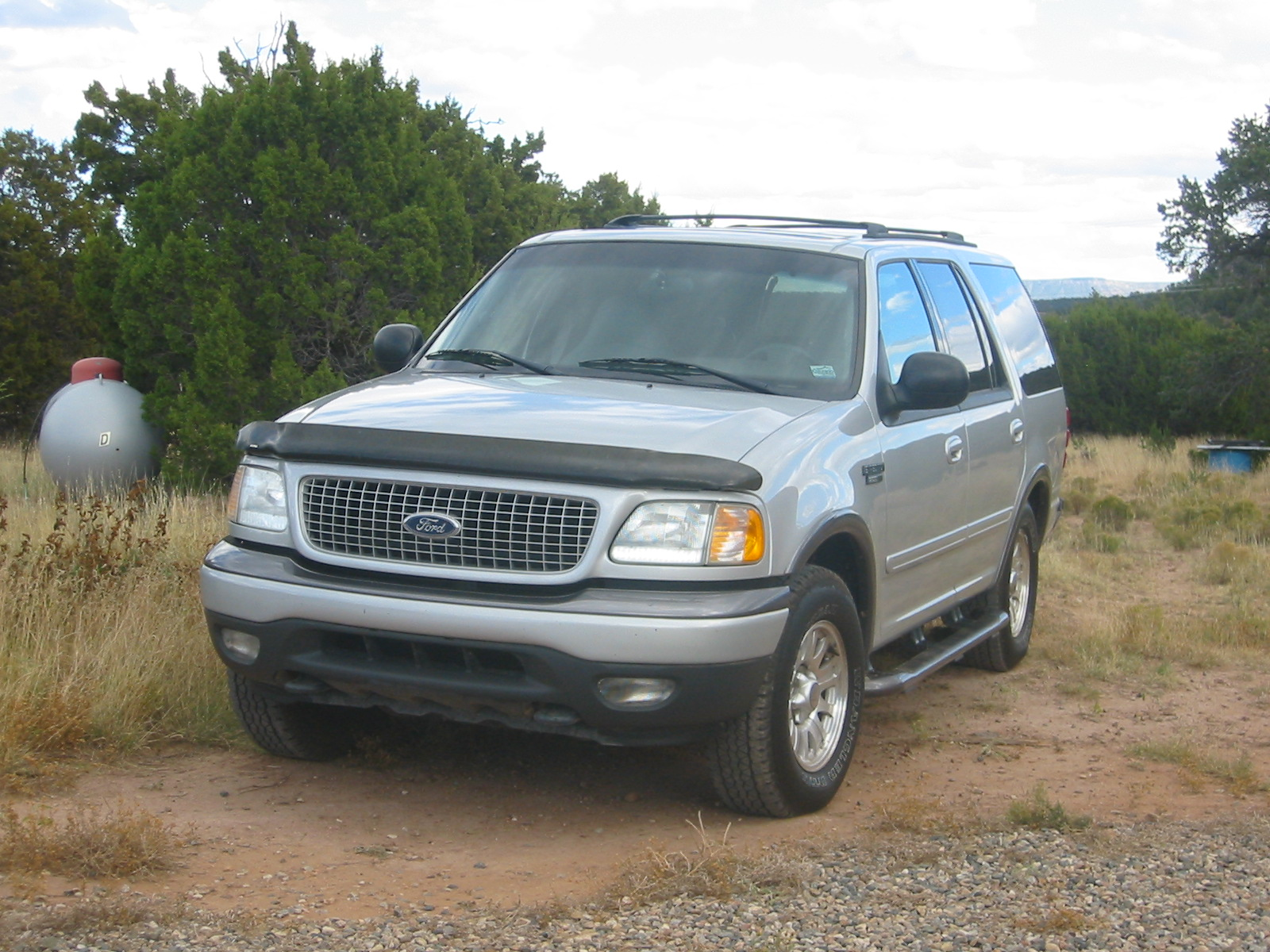
2002 Ford Expedition

De Ford Expedition is een grote terreinwagen in het hogere middenklasse-segment die van 1997 tot heden wordt verkocht. Het model van de Amerikaanse fabrikant Ford wordt alleen geproduceerd en verkocht in Noord-Amerika. 

## Eerste generatie (1997-2002)
De eerste generatie werd van 1997 tot en met 2002 verkocht. Deze generatie was beschikbaar met een 4,6 liter V8 of 5,4 liter V8 motor. De Ford Expedition was met vierwielaandrijving en achterwielaandrijving beschikbaar. Dit model werd ook in het topklasse-segment verkocht als de Lincoln Navigator.

## Tweede generatie (2003-2006)
De tweede generatie werd van 2003 tot en met 2006 verkocht. Deze generatie was beschikbaar met een 4,6 liter V8 of 5,4 liter V8 motor. De Ford Expedition was met vierwielaandrijving en achterwielaandrijving beschikbaar. Dit model werd ook in het topklasse-segment verkocht als de Lincoln Navigator.

## Derde generatie (2007-2017)

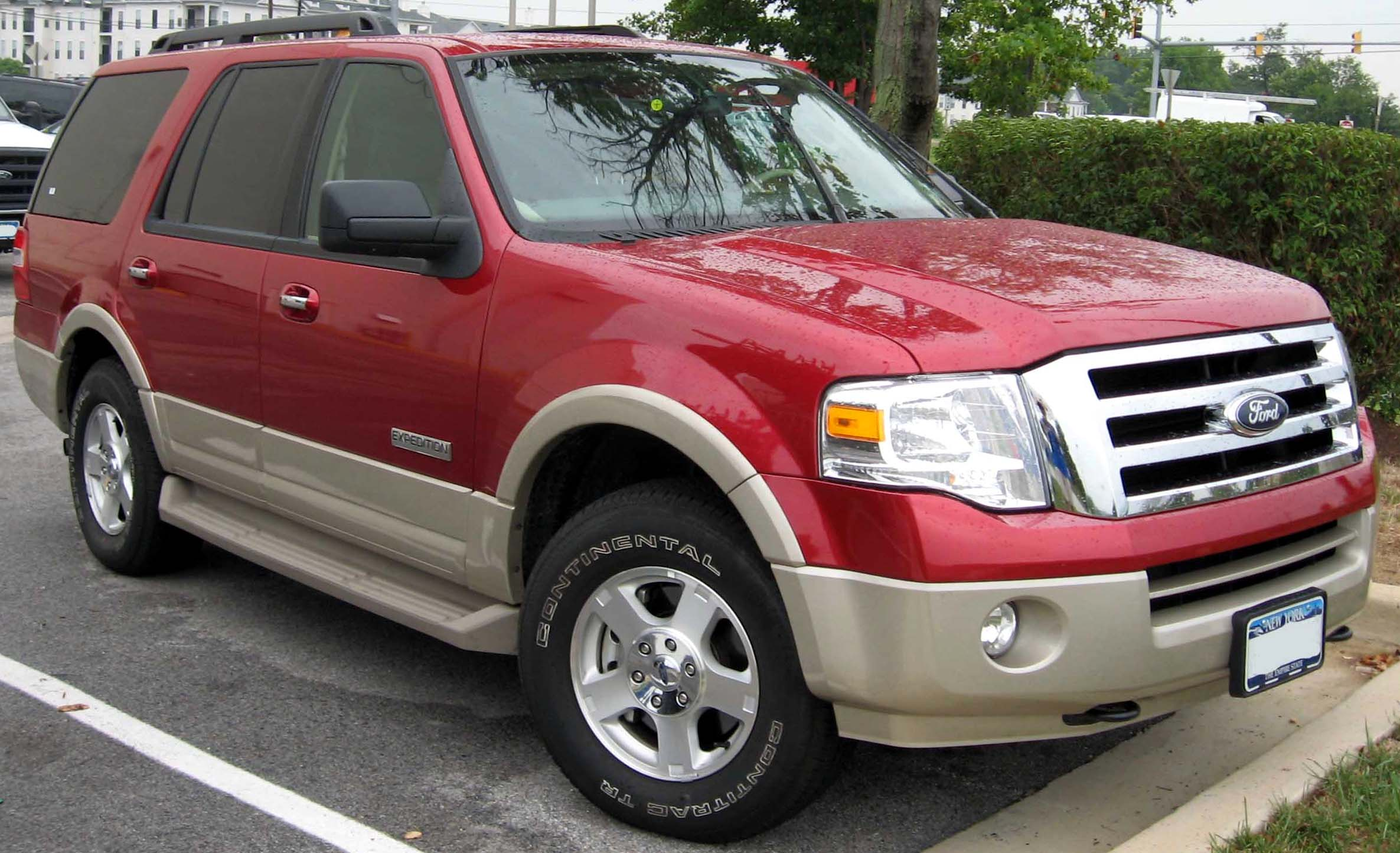
2007-2008 Ford Expedition XLT

De derde generatie werd van 2007 tot en met 2017 verkocht. Deze generatie was beschikbaar met een 5,4 liter V8 motor. De Ford Expedition was met vierwielaandrijving en achterwielaandrijving beschikbaar. De Ford Expedition werd ook met een lange wielbasis geproduceerd en als Ford Expedition EL verkocht als opvolger van de Ford Excursion. Dit model werd ook in het topklasse-segment verkocht als de Lincoln Navigator.

## Vierde generatie (2018-2024)

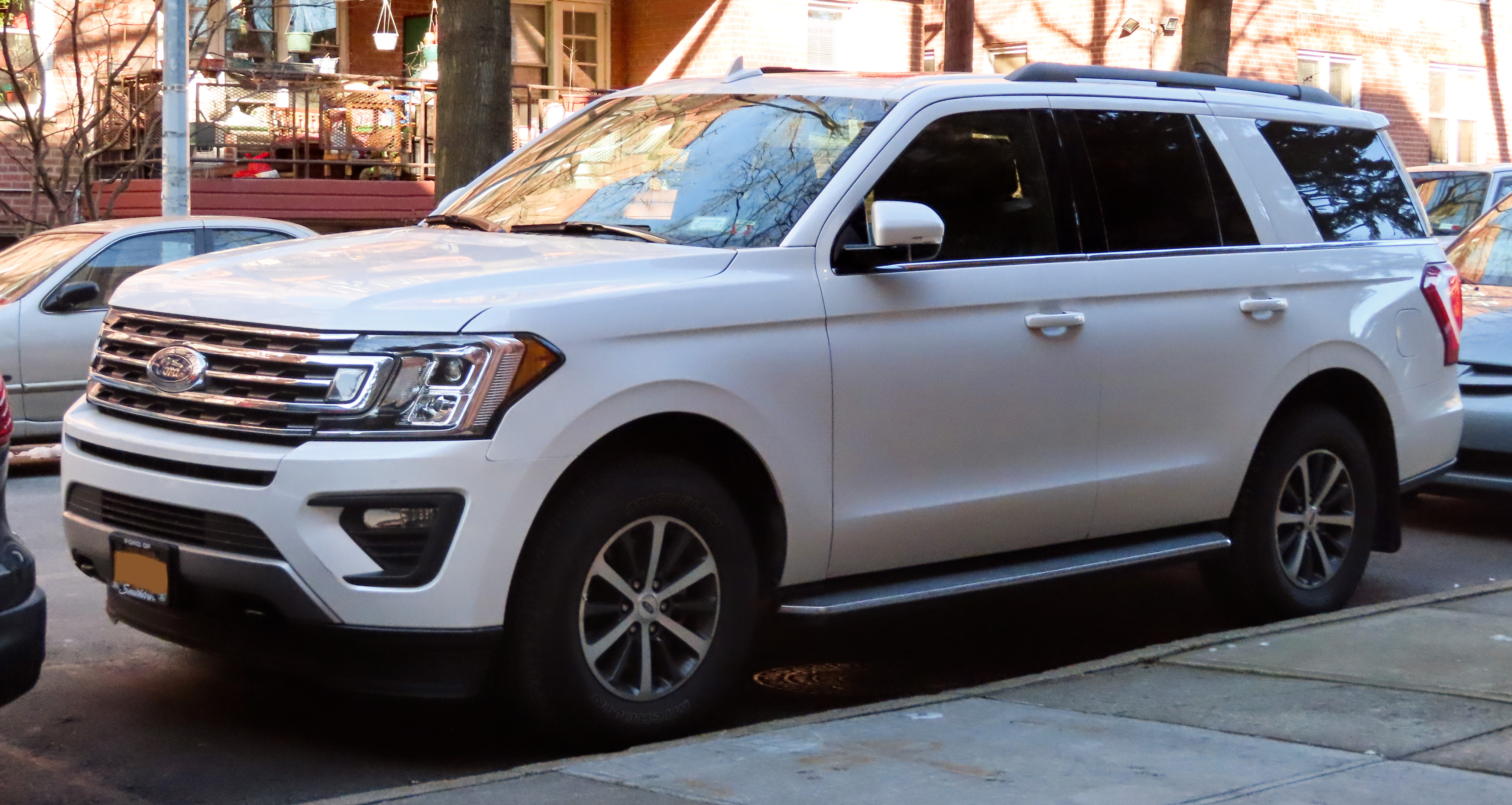
2019 Ford Expedition XLT

De vierde generatie werd van 2018 tot en met 2024 verkocht. Deze generatie was beschikbaar met een 3,5 liter V6 motor. Er werden een aantal belangrijke nieuwe functies geïntroduceerd, zoals een 360-graden camera en parkeerassistentie, automatisch remmen, rijstrookwaarschuwing, actieve cruisecontrol en dodehoekassistentie. De versie met lange wielbasis werd verkocht als Ford Expedition Max.

## Vijfde generatie (2025-heden)

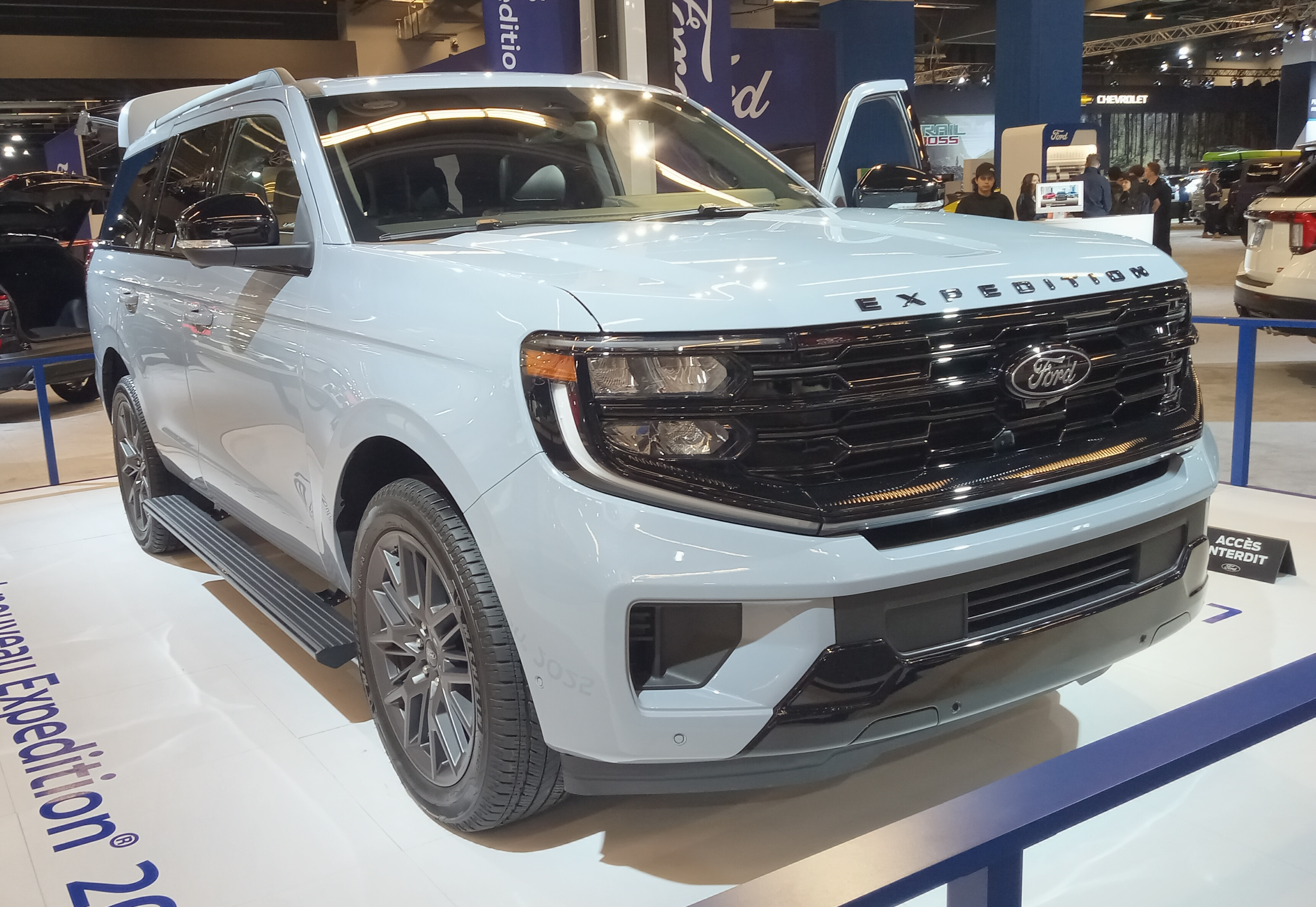
2025 Ford Expedition

De vijfde generatie wordt van 2025 verkocht. Deze generatie is beschikbaar met een 3,5 liter V6 motor. Nieuw in deze generatie is de Ford Digital Experience, met geïntegreede WiFi hotspot, Alexa, Google Play, Google Maps en Google Assistant. Ook nieuw is dat de achterklep voortaan in twee delen opent: het onderste deel kan afzonderlijk neergeklapt worden net als bij een pick-up truck.